# Royse City (Teksas)
Royse City je grad u američkoj saveznoj državi Teksas. Prema popisu stanovništva iz 2010. u njemu je živjelo 9.349 stanovnika.